# Metal Church
Metal Church es una banda estadounidense de heavy metal formada en 1980 en San Francisco (California). Al poco tiempo, su fundador y guitarrista Kurdt Vanderhoof la reformó con el nombre de Shrapnel una vez que regresó a su ciudad natal en Aberdeen (Washington), pero retomó el apelativo original antes de terminar 1982.
Después de un cambio de músicos y la publicación de tres maquetas, la alineación conformada por Vanderhoof y Craig Wells (guitarra), Duke Erickson (bajo), Kirk Arrington (batería) y David Wayne (voz) grabó los álbumes Metal Church (1984) y The Dark (1986), los que lograron un gran revuelo en la escena thrash/speed metal estadounidense de acuerdo con AllMusic. Vanderhoof dejó la banda en 1987 y al año siguiente hizo lo mismo Wayne, quienes fueron reemplazados por John Marshall y Mike Howe, respectivamente. Con ellos, publicaron Blessing in Disguise (1989), The Human Factor (1991) y  Hanging in the Balance (1993), que recibieron positivas reseñas por parte de la prensa especializada. No obstante, en 1996 anunciaron su separación debido a problemas internos.
Luego de una fallida reunión que resultó en el álbum Masterpeace (1999), en 2003 Vanderhoof y Arrington reformaron la banda junto con el vocalista Ronny Munroe y editaron otros tres álbumes de estudio, hasta que en 2009 se separaron por tercera vez; en 2012, volvieron a reunirse y al año siguiente publicaron Generation Nothing. Después de la salida de Munroe en 2014, en abril de 2015 confirmaron el regreso de su otrora vocalista Mike Howe y con él lanzaron los discos XI (2016) y Damned If You Do (2018), pero la banda quedó en receso 
luego del suicidio de Howe en julio de 2021.
Metal Church es considerada una de las primeras bandas que integraron la escena Bay Arena thrash metal y luego de su reformación en Aberdeen, también se les posiciona como parte del panorama musical metalero del área de Seattle. A pesar de sufrir el caos interno, con cambios constantes de integrantes y una indiferencia comercial, se les considera una influencia significativa en la incipiente escena del thrash metal estadounidense. En 2020 fueron incluidos en el Salón de la Fama del Metal, que destacó su manera de fusionar la estética de la nueva ola del heavy metal británico y el hard rock estadounidense con una «musicalidad increíblemente ajustada y voces chirriantes».

## Historia

### Formación

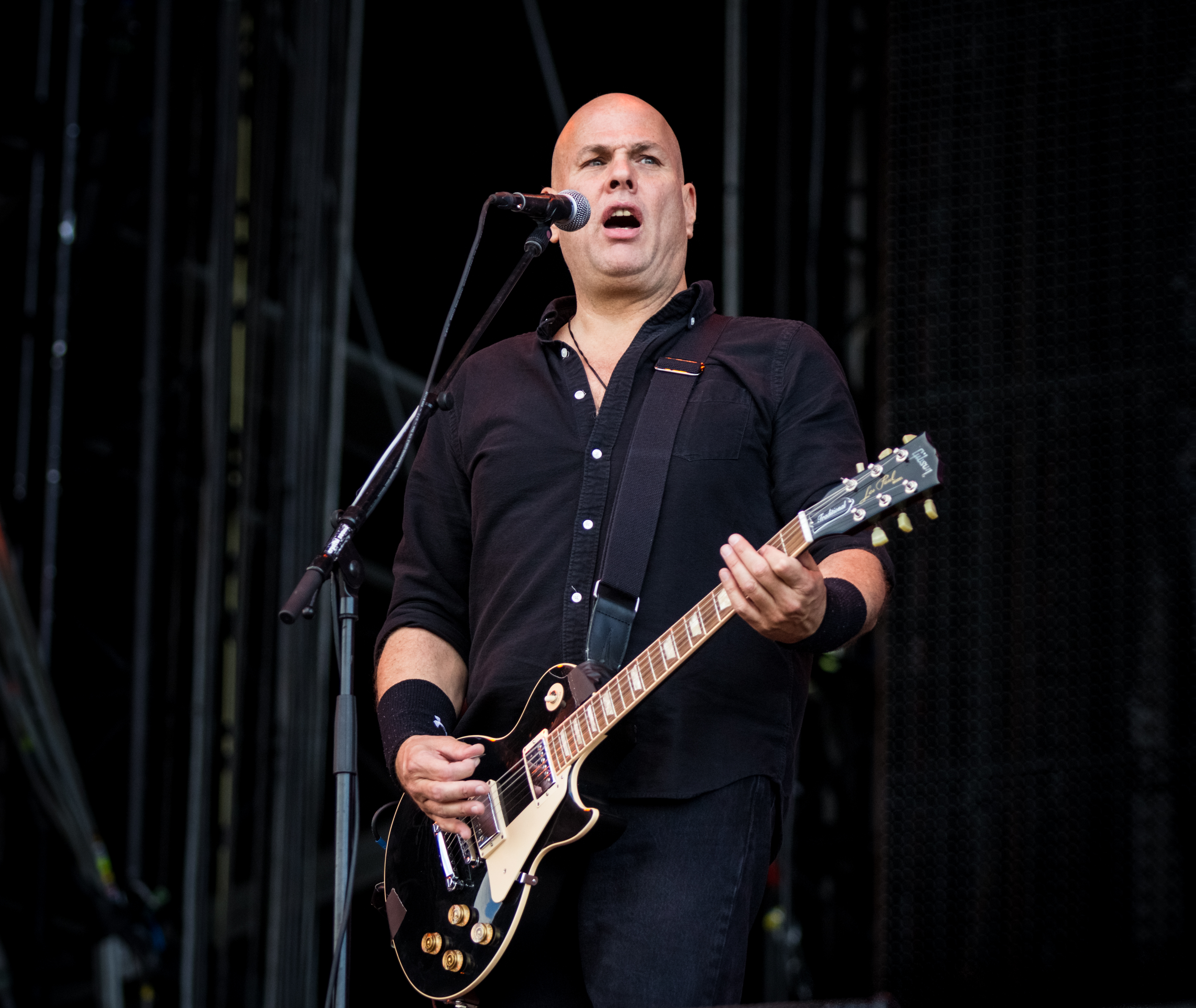
Kurdt Vanderhoof (en la imagen) fundó la banda en 1980

En 1978 el guitarrista Kurdt Vanderhoof se unió a la banda oriunda de Seattle, The Lewd, la que en 1980 se trasladó a San Francisco. Establecido en la urbe californiana, en ese mismo año renunció para formar su propia agrupación llamada Metal Church, cuyo nombre lo tomó de un apartamento en donde los jóvenes músicos se reunían para hablar de heavy metal. Por más de un año pasaron varios integrantes, hasta que en 1981 la alineación integrada por Vanderhoof (guitarra), Rick Condrin (guitarra), Steve Hott (bajo) y Aaron Zimpel (batería) grabó tres canciones instrumentales que se editaron en una maqueta titulada Red Skies. Posteriormente, a mediados de 1982, Vanderhoof cambió el nombre de la banda a Shrapnel una vez que regresó a su ciudad natal en Aberdeen y la reorganizó con el baterista Tom Weber, el bajista Duke Erickson y el cantante Mike Murphy. Al poco tiempo, Kirk Arrington reemplazó a Weber, se contrató a Craig Wells como segundo guitarrista y, antes de grabar una nueva maqueta, David Wayne asumió el puesto de Murphy. Finalmente, Vanderhoof retomó el apelativo de Metal Church y en ese mismo año grabaron los demos Four Hymns y Hitman, que se comercializaron de forma independiente en 1983.

### Álbum debut y el resto de la década de 1980
Luego de la edición de ambas maquetas, Metal Church firmó con el sello independiente Ground Zero Records y su canción «Deathwish» —pista inicial de Four Hymns— figuró en el álbum recopilatorio Northwest Metalfest de 1984. En julio de ese mismo año salió a la venta su álbum debut homónimo, en cuya primera tirada vendió más de 70 000 copias en los Estados Unidos. Además, recibió reseñas favorables por parte de la prensa especializada, por ejemplo la revista alemana Rock Hard le dio una calificación de diez sobre diez. A pesar del éxito de ventas del disco, los sellos más grandes no estaban interesados en ellos; según Wayne la industria discográfica era prejuiciosa con el aspecto visual y recordó que Arista Records los rechazó por ser «demasiado pesados», mientras que Megaforce les propuso un «contrato desagradable». Al final, Elektra Records les emitió un contrato por sugerencia de Metallica, a quienes Vanderhoof conocía desde que había llegado a San Francisco a principios de 1980. Finalmente, Elektra remasterizó y relanzó el álbum en 1985. Para promocionarlo, durante ese último año salieron de gira por los Estados Unidos en ocasiones compartiendo con otras agrupaciones o abriendo los conciertos de Anthrax. Asimismo, en septiembre tocaron por primera vez en Europa teloneando a Exciter en Alemania Occidental, Países Bajos y Suiza.
Su segundo álbum, The Dark, obtuvo buenas críticas y causó un gran revuelo en la escena thrash/speed metal estadounidense de acuerdo con Steve Huey de AllMusic. Apoyado por el videoclip de «Watch the Children Pray», el disco pudo alcanzar el puesto 92 en la lista Billboard 200. Para promocionarlo, se embarcaron en una extensa gira como teloneros de Metallica por los Estados Unidos durante 1986 y al año siguiente por Europa. El 15 de febrero de 1987, después de tocar en el Hammersmith Odeon de Londres, Vanderhoof renunció, pero siguió trabajando con Metal Church como coescritor. Según Wayne, por aquel entonces estaban metidos en las drogas y el alcohol, y la decisión de Vanderhoof se debió a una «tangente extraña». Para cubrir el puesto del fundador se contrató a John Marshall, quien era el técnico del guitarrista Kirk Hammett.

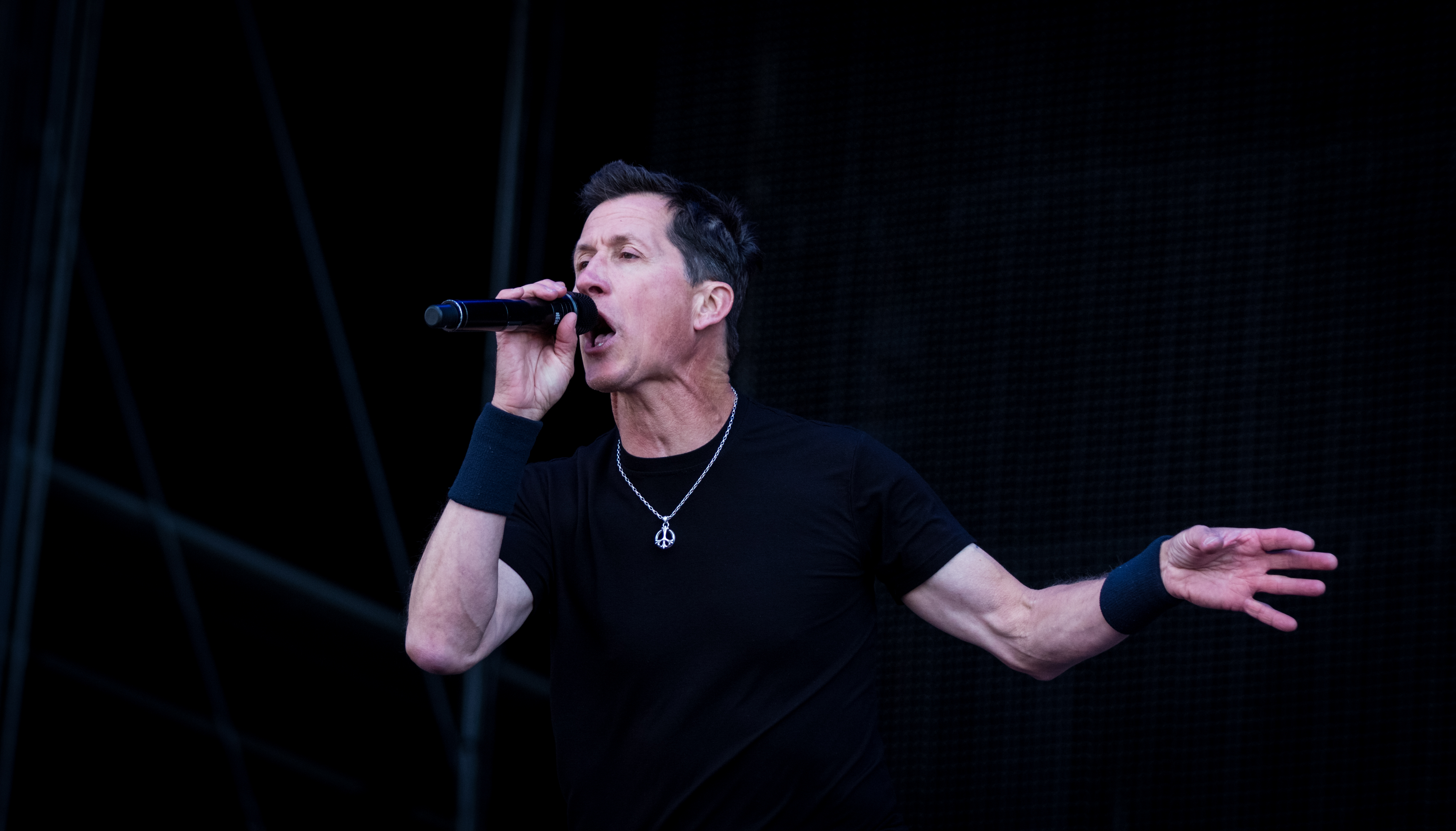
Mike Howe reemplazó a David Wayne en 1988. En la imagen, el vocalista en 2016

En junio de 1987, salieron de gira con Anthrax por los Estados Unidos y se convirtió en la última serie de conciertos con el vocalista David Wayne, quien se fue de la banda a principios de 1988. A pesar de que en el comunicado de prensa aseguraba que lo echaron, Wayne afirmó que él tomó la decisión de irse debido al consumo de drogas y quería cambiar su estilo de vida; en 1989 comenzó su propio proyecto llamado Reverend. Mike Howe de Heretic lo reemplazó y su llegada no fue al azar, puesto que Vanderhoof en ese mismo año había coproducido el disco Breaking Point del grupo angelino. En 1989 se publicó Blessing in Disguise, el cual alcanzó el puesto 75 en el Billboard 200. Entre marzo y junio realizaron la gira The Blessing Tour en donde fueron acompañados por la banda Meliah Rage y luego entre el 13 de julio y el 13 de agosto, junto con Accept, telonearon los conciertos de W.A.S.P. Antes de terminar el año se había programado una gira por Europa junto con Fates Warning, pero fue cancelada antes de que comenzara.

### Década de los noventa y la primera separación
Las presentaciones promocionales de Blessing in Disguise continuaron durante la primera mitad de 1990 por Europa, abriendo para Saxon. El último concierto de esta sección se llevó a cabo en el Club Marquee de Londres y contó con Metallica como artista invitado. Luego de cinco años con Elektra, firmaron con Epic Records y en 1991 publicaron The Human Factor. Su cuarta producción recibió críticas favorables, Alex Anderson de Allmusic resaltó las letras sustanciales sobre temas sociales y políticos, mientras que Janiss Garza de Entertainment Weekly destacó la mezcla de pesados riffs con la crítica de temas tan terrenales. A pesar de las positivas reseñas, el álbum no ingresó en el principal conteo musical estadounidense. En mayo dieron varias presentaciones por Europa, de las cuales destacó su participación como líder de cartel en el festival Dynamo Open Air de Eindhoven (Países Bajos), la que fue grabada y publicada en DVD en 2007 con el título Dynamo Classic Concerts 1991. Asimismo, en julio fueron parte del Operation Rock 'N' Roll Tour por los Estados Unidos en donde compartieron con Judas Priest, Alice Cooper, Motörhead y Dangerous Toys, mientras que en noviembre tocaron por primera vez en Japón. Durante el verano boreal de 1992 acompañaron a Metallica en las presentaciones por los Estados Unidos en su gira Wherever We May Roam Tour.
La intromisión del rock alternativo y sus problemas con Epic Records provocaron que perdieran el rumbo a partir de 1993. Sin el apoyo de su sello, en ese mismo año salió a la venta Hanging in the Balance que estuvo disponible solo a través de importación japonesa. El disco mantuvo en esencia el mismo estilo de su predecesor, una mezcla de heavy metal y thrash metal, que le significó recibir positivas reseñas por parte de la prensa especializada. Con una pobre promoción, Metal Church se presentó por última vez en Europa en octubre de 1995 junto con Zodiac Mindwarp and the Love Reaction, Vicious Rumors y Killers. En 1996 la banda oficializó su separación después de catorce años de carrera ininterrumpida, aunque no hubo una declaración puntual sobre los motivos, se rumoreó que se debió a una mala gestión administrativa, a la pobre venta de discos y porque Craig Wells se había convertido al cristianismo.

### Reunión con Wayne yMasterpeace(1998-2001)
En 1998, Vanderhoof tomó contacto con Duke Erickson, Craig Wells, Kirk Arrington y Mike Howe para una eventual reunión. Sin embargo, como Howe residía en Tennessee y les era imposible trabajar debido a la distancia geográfica, Vanderhoof invitó a David Wayne, a quien lo tomó por sorpresa debido a como se fue de la banda. Al poco tiempo Wells se vio obligado a renunciar porque iba a ser padre, así que John Marshall cubrió su puesto. Para celebrar la reunión, en ese mismo año SPV/Steamhammer Records publicó en Europa el disco en vivo Live, el cual contiene diez canciones de los dos primeros álbumes de estudio registradas en directo en 1986. Por su parte, Blackheart Records editó exclusivamente en Japón el también álbum en vivo Live in Japan, grabado en 1995.
En 1999, con composiciones coescritas por Vanderhoof y Wayne, se lanzó Masterpeace. La sexta producción recibió críticas entre mixtas y favorables; en su gran mayoría recalcaron su sonido como reminiscencia a los discos de la década de 1980 editados con Wayne. El disco contó con su respectiva gira promocional, a la que Vanderhoof declaró como «horrible». Según el fundador, la reunión no funcionó como se esperaba porque Wayne ya no podía cantar y estaba jodido con medicamentos recetados, y Arrington tampoco lo hizo bien debido a sus problemas de salud; él recordó: «Simplemente no funcionó. Era un sentimiento horrible. Hicimos una gira y fue horrible». En 2000, Arrington y Erickson fueron reemplazados para algunos conciertos por Jeff Wade y Brian Lake de la banda solista de Vanderhoof, respectivamente. En 2001, los problemas internos se intensificaron y las discusiones entre Wayne y Vanderhoof derivaron en la salida del vocalista, quien lanzó en ese mismo año el disco Metal Church con la participación de Craig Wells. El uso del nombre llevó a una confrontación judicial entre el cantante y el guitarrista, pero al ser Wayne uno de los miembros fundadores tenía también derecho para emplearlo y por ello su banda la denominó David Wayne's Metal Church.

### Cambios en la formación: años 2000

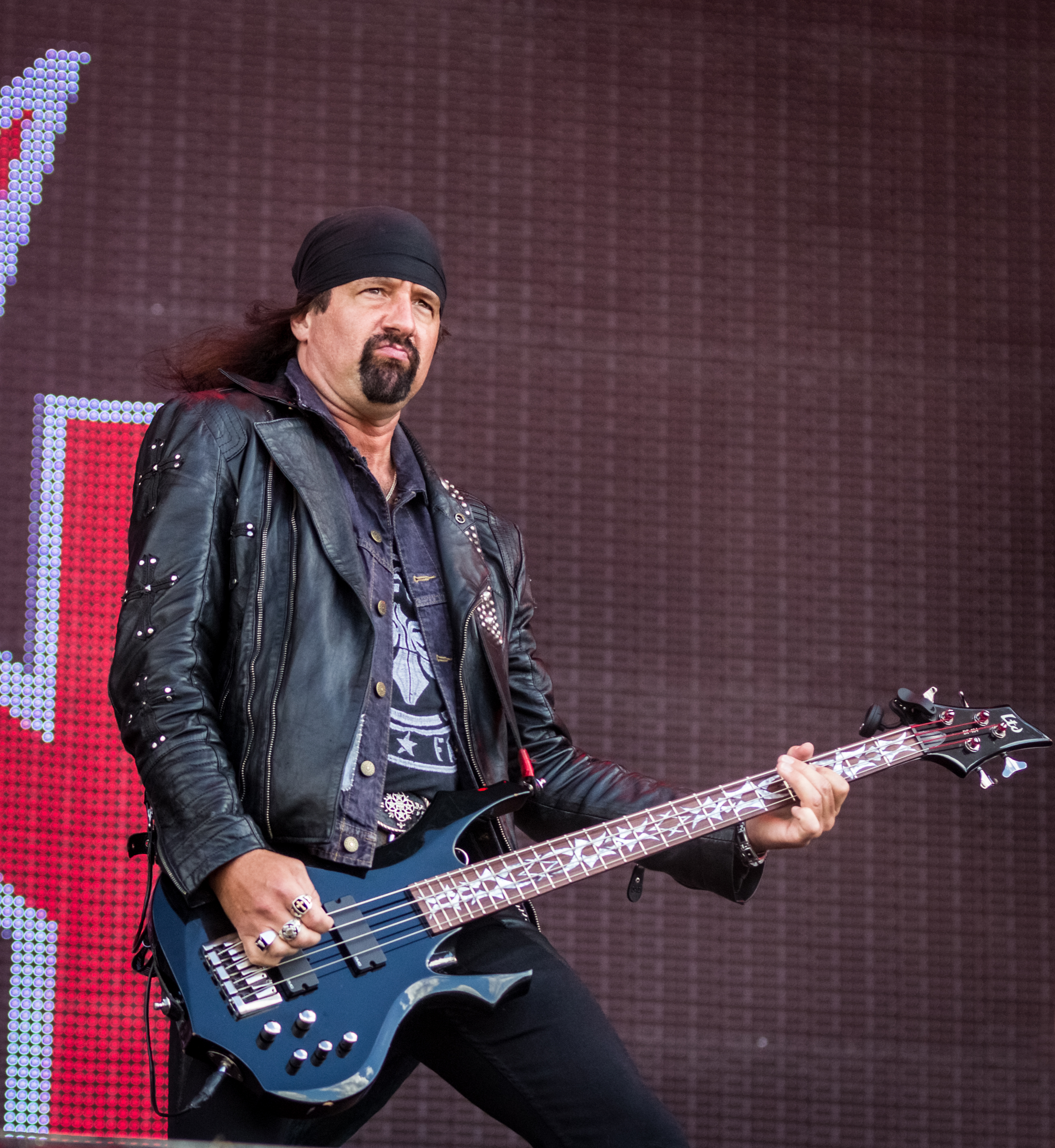
El bajista Steve Unger (en la imagen) ingresó a la banda en 2003

La salida de Wayne desestabilizó a Metal Church. John Marshall y Duke Erickson se retiraron, mientras que Vanderhoof con la colaboración de Kirk Arrington editó en 2002 un nuevo disco con su banda solista, A Blur in Time. En 2003 estos dos últimos optaron por reformar la banda una vez más y para ello convocaron al cantante Ronny Munroe, al guitarrista Jay Reynolds y al bajista Steve Unger. Esta nueva formación publicó en 2004 The Weight of the World, que consiguió reseñas mixtas por parte de la crítica especializada. Después de sufrir la cancelación de su gira europea, la agrupación fue parte de los conciertos de verano del American Metal Blast Tour, en la cual compartieron con W.A.S.P., L.A. Guns y Stephen Pearcy. Sin embargo, como Vanderhoof priorizó su labor como ingeniero de sonido para Trans Siberian Orchestra, el guitarrista Ira Black tomó su lugar para dichas presentaciones.
En febrero de 2006, Arrington dejó la banda por un problema de salud derivado de una diabetes que lo afectaba por años. Para cubrir su puesto, asumió Jeff Plate quien anteriormente había tocado en Trans Siberian Orchestra y Savatage. En ese mismo año sacaron al mercado A Light in the Dark, de cuyas canciones destacó una regrabación de «Watch the Children Pray», la cual era un tributo a David Wayne, quien falleció en 2005 a consecuencia de un accidente automovilístico. Para promocionarlo, en 2006 Metal Church salió de gira por Europa junto con Victory y en 2007 con Meliah Rage. Algunos conciertos de ese último año tuvieron que cancelarse por un problema de espalda que sufrió Plate. Antes de grabar una nueva producción Jay Reynolds renunció por cuestiones personales y lo reemplazó Rick Van Zandt, compañero de Munroe en Rottweiller. En 2008 su noveno disco This Present Wasteland vendió 920 copias en los Estados Unidos en su primera semana de lanzamiento y debutó en la posición 121 de la lista indie de la revista Billboard. Después de unas presentaciones europeas junto con Overkill, la banda se tomó un receso por un dolor de espalda que sufrió Vanderhoof. A pesar de que habían escrito un material para un eventual álbum de estudio, el 7 de julio de 2009 sorpresivamente Metal Church anunció su separación, argumentando principalmente las frustaciones generadas por la industria. Dos días después, dieron su último concierto en el festival Rocklahoma en los Estados Unidos.

### Tercera reunión y el regreso de Mike Howe

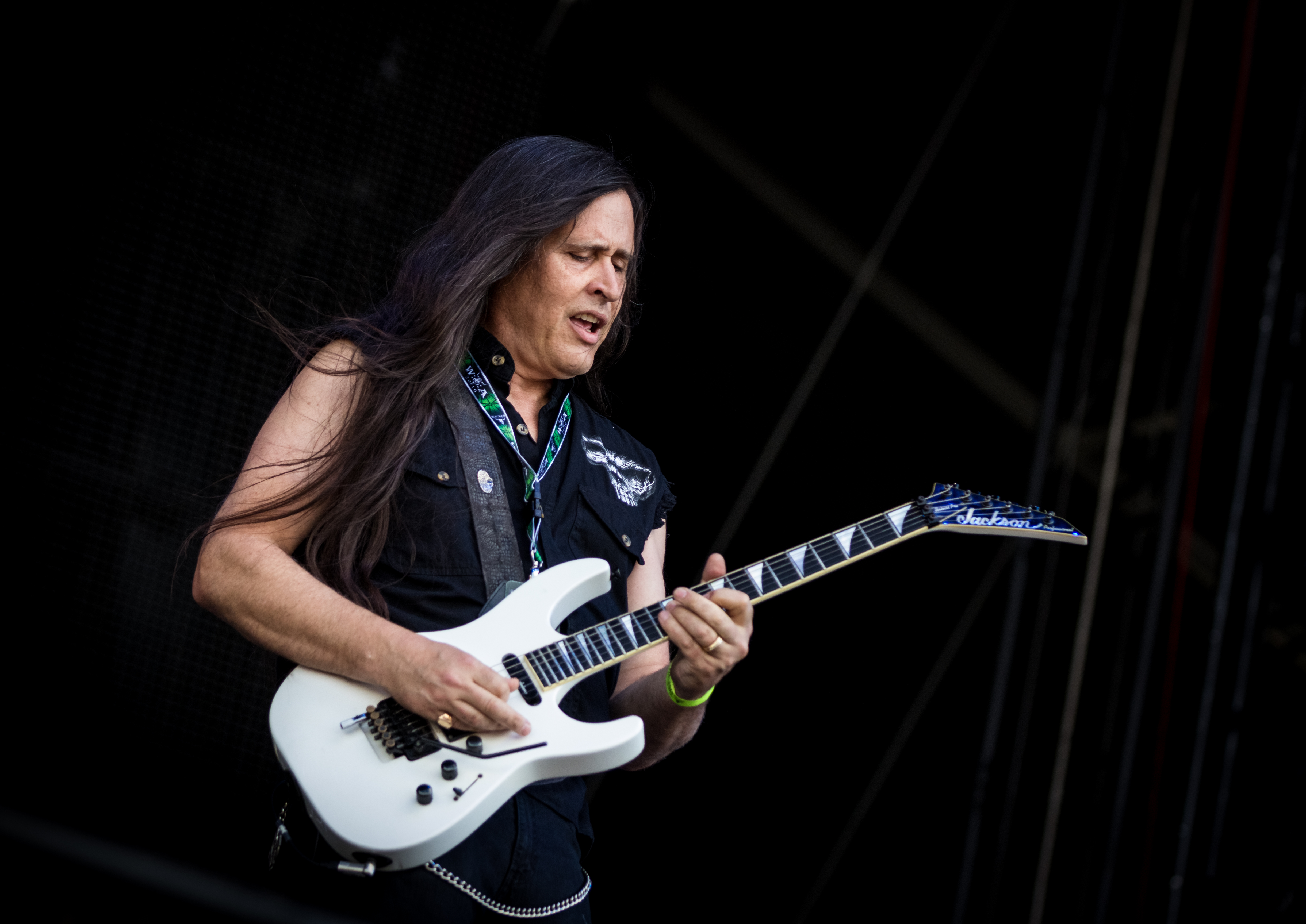
El guitarrista Rick Van Zandt en el Wacken Open Air de 2016

En octubre de 2012 se anunció el regreso de Metal Church a los escenarios con la alineación formada por Ronny Munroe (voz), Kurdt Vanderhoof (guitarra), Jay Reynolds (guitarra), Steve Unger (bajo) y Jeff Plate (batería). Para conmemorarlo, fueron parte del evento 70000 Tons of Metal en donde tocaron en dos ocasiones; en una de ellas interpretaron el disco Metal Church en su totalidad. Junto a ello confirmaron que harían un nuevo disco y darían una variedad de presentaciones, de las cuales destacó su participación en el festival Live 'N' Louder de São Paulo en abril de 2013. En octubre publicaron Generation Nothing, que se convirtió en el último disco con el vocalista Ronny Munroe, ya que luego de una gira en 2014 renunció afirmando querer «perseguir otros intereses». Para cubrir su puesto, el 30 de abril de 2015 la banda anunció el regreso de Mike Howe. En menos de dos meses editaron una nueva versión de «Badlands» —canción original de Blessing in Disguise (1991)— la que publicaron en Youtube y confirmaron que estaban trabajando en un nuevo disco. Editado en marzo de 2016, XI debutó en algunas listas musicales europeas entre los cien álbumes más vendidos. Asimismo, en los Estados Unidos logró el puesto 57 en el Billboard 200, la posición más alta conseguida por una de sus producciones en ese país. Por su parte, recibió críticas positivas por parte de la prensa e inclusive varias publicaciones lo posicionaron entre los mejores álbumes lanzados en 2016.
El 19 de febrero, mismo día que comenzó la gira promocional respectiva, Rick Van Zandt —quien reemplazó a Jay Reynolds en 2013— tuvo que operarse de emergencia para corregir una retina desprendida, así que para las presentaciones en Aberdeen (19 de febrero), Fife (20 de febrero) y en el Monsters of Rock Cruise (22-26 de febrero), el guitarrista Paul Kleff cubrió su lugar temporalmente. Más tarde, en marzo se confirmó que Chris Caffery de Savatage tocaría la guitarra para las fechas estadounidenses. La gira de reunión continuó en Europa entre mayo, julio y agosto, mientras que en junio junto con Armored Saint dieron siete presentaciones en la costa oeste estadounidense. Entre septiembre y octubre de 2016 junto con Suicidal Tendencies, Amon Amarth y Butcher Babies apoyaron los espectáculos estadounidenses de Megadeth, quienes promocionaban Dystopia.

### Damned If You Doy el fallecimiento de Mike Howe
El 28 de abril de 2017, Rat Pak Records publicó en los Estados Unidos el álbum en vivo Classic Live, que incluía nueve canciones en vivo grabadas durante la gira promocional de XI. Además, poseía —por sugerencia del dueño de mencionado sello— una nueva versión de la pista inicial de Blessing in Disguise, «Fake Healer», grabada como dueto entre Mike Howe y Todd La Torre de Queensrÿche. En diciembre de 2018 sacaron al mercado su decimosegunda producción Damned If You Do, la primera grabada con el baterista Stet Howland —proveniente de W.A.S.P.— quien reemplazó a Jeff Plate en abril de 2017. Para promocionarlo, entre abril y mayo dieron varios conciertos por los Estados Unidos junto con Doro y en octubre fueron parte del primer Megacruise.
En febrero de 2020, la banda anunció el lanzamiento de su primer álbum recopilatorio, From the Vault, que contenía catorce canciones inéditas; dos de ellas en vivo grabadas en el Club Citta de Kawasaki (Japón) y tres versiones: «Please Don't Judas Me» de Nazareth, «Green-Eyed Lady» de Sugarloaf y «Black Betty» de Ram Jam. El 26 de julio de 2021, la banda a través de un comunicado de prensa informó el fallecimiento del vocalista Mike Howe en su casa en Eureka (California). Cuatro días después la policía local determinó que la causa de muerte era asfixia por ahorcamiento y confirmaron que Howe se suicidó. Metal Church aseguró que: «Fue víctima de un sistema de salud fallido y posteriormente envenenado por el veneno de las grandes farmacéuticas... En resumen, y en esencia, cayó preso del verdadero "Falso Sanador" [en alusión a la canción "Fake Healer" de 1991]».

### Llegada de Marc Lopes yCongregation of Annihilation
La muerte del vocalista afectó tanto a los demás músicos que por varias semanas siguieron caminos separados. En octubre de 2021, Vanderhoof confirmó que continuarían y pronto anunciarían a un nuevo cantante, mientras que al mes siguiente Stet Howland contó que volvieron a comunicarse entre ellos y que ante cualquier información lo harían público. A pesar de que en 2022 hubo rumores de un posible regreso de Ronny Munroe, estos se descartaron después de que el vocalista concretara su llegada a Vicious Rumours en julio del mismo año. En septiembre, Vanderhoof confirmó que habían reclutado a un nuevo cantante y que publicarían un nuevo disco en 2023. Por su parte, para agosto de 2023 se confirmó su primer concierto en cuatro años, en el festival Alcatraz Open Air de Bélgica.
El 2 de febrero de 2023, Vanderhoof confirmó la incorporación del vocalista Marc Lopes, otrora cantante de Ross the Boss y Let Us Prey. Al mes siguiente se anunció el lanzamiento de un nuevo álbum, Congregation of Annihilation para el 26 de mayo de 2023. Una vez en el mercado, ingresó en las listas musicales de varios países europeos, por ejemplo alcanzó el puesto 14 en el Media Control Charts de Alemania y el 25 en el Schweizer Hitparade de Suiza. Cuatro días antes de la publicación del disco, Metal Church comunicó el fallecimiento de su antiguo baterista Kirk Arrington a los 61 años.
Congration of Annihilation contó con una gira de conciertos por los Estados Unidos, entre junio y julio, y por Australia, en diciembre de 2023. Sin embargo, el segundo tramo por los Estados Unidos, además de algunas presentaciones en Canadá, pronosticado para marzo de 2024, tuvo que ser cancelado debido a un problema de espalda del guitarrista Kurdt Vanderhoof. En noviembre de 2023 se publicó la biografía autorizada de la banda titulada Beyond the Black: The Story of Metal Church, coescrita por el autor James R. Beach y el archivista Brian L. Naron.
El 26 de julio de 2024 salió al mercado el álbum en vivo The Final Sermon (Live in Japan 2019), publicado para conmemorar el tercer aniversario del fallecimiento de Mike Howe. Por otro lado, en enero de 2025 se le consultó a Lopes sobre el estado de la banda, a lo que él afirmó que no «sabía nada de nada» ni tampoco sobre los demás integrantes.

## Estilo musical
Formada en 1980 en San Francisco (California), a veces se pasa por alto de que fueron una de las primeras bandas que integraron la escena del Bay Area thrash metal. Sin embargo, luego de su reformación en 1982 en Aberdeen (Washington) —ciudad natal de su líder Kurdt Vanderhoof— además se les considera como parte íntegra del panorama musical metalero del área de Seattle, de donde provinieron también Queensrÿche y Sanctuary, entre otros. Eduardo Rivadavia del sitio AllMusic señaló que Metal Church fue «una de las bandas más prometedoras del heavy metal estadounidense, originalmente colegas e incluso rivales de Metallica», pero lamentablemente tuvieron que lidiar con el caos interno, la confusión y, sobre todo, la indiferencia comercial. En ese sentido, Paul Southwell de la revista australiana Loud señaló que: «Metal Church se convirtió en una de esas bandas que influyeron en todos los demás en una variedad de géneros de rock, pero nunca obtuvieron el reconocimiento internacional que reflejaba su impacto».
Desde su álbum debut, Metal Church, la banda ligó su sonido al heavy metal tradicional y al thrash metal, cuya «musicalidad increíblemente ajustada es un punto culminante por sí solo», mientras que el «chillido penetrante del vocalista David Wayne se consideró muy moderno en ese momento» según Rivadavia. Inclusive, Eden Capwell de KNAC estimó que Metal Church debería estar en el mismo escalón que Master of Puppets de Metallica y Peace Sells... But Who's Buying? de Megadeth. Tanto su disco homónimo como The Dark de 1986 son considerados como esenciales en su carrera y en el desarrollo del thrash y heavy metal estadounidense. Sus letras, escritas principalmente por Vanderhoof y los cantantes en sus diferentes períodos (David Wayne, Mike Howe y Ronny Munroe) tratan principalmente de temas sociales con comentarios filosóficos. En su análisis a The Human Factor de 1991, Janiss Garza de Entertainment Weekly señaló que «los valores de la banda tienen mucho más en común con los tipos de la clase trabajadora que con Satanás», pero su «música era todo menos conservadora». Además consideró que «Metal Church es el tipo de banda que haría que la América central [en cuanto a su política conservadora tradicionalista de esa región de Estados Unidos] se sintiera orgullosa... si tan solo pudiera acostumbrarse al volumen».

## Influencias
Las influencias principales de Metal Church fueron las agrupaciones de la nueva ola del heavy metal británico, Accept y Judas Priest. Kurdt Vanderhoof, el principal compositor de sus canciones, también nombró como influencias tempranas a The Beatles, The Who, Uriah Heep y Grand Funk Railroad. Por su parte, ellos han sido considerados como una «influencia significativa en la incipiente escena del thrash metal de Estados Unidos», inclusive lograron un contrato discográfico mucho antes que sus contemporáneos de la época. Varios músicos los han citado como sus referentes entre ellos Corey Taylor, Glen Drover, Jeff Waters, Tomas Haake y Steve Handel de Seventh Calling, entre otros. Por otro lado, en 2020 fueron incluidos en el Salón de la Fama del Metal, que los acreditó como «una influencia formativa en el subgénero thrash metal que fusiona la estética de la nueva ola de heavy metal británico y el hard rock estadounidense con una "musicalidad increíblemente ajustada" y voces "chirriantes"».

## Miembros
| - Marc Lopes: voz (2023-presente) - Kurdt Vanderhoof: guitarra (1980-1987, 1998-2009, 2012-presente) - Rick Van Zandt: guitarra (2008-2009, 2013-presente) - Steve Unger: bajo (2003-2009, 2012-presente) - Stet Howland: batería (2017-presente) - Ira Black: guitarra rítmica (2005) - Paul Kleff: guitarra líder (2019) - Chris Caffery: guitarra líder (2019) - Jeff Wade: batería (2000) - Brian Lake: bajo (2000) | - William McKay: voz (1980) - Ed Bull: voz (1980) - Mike Murphy: voz (1981) - David Wayne: voz (1982-1988, 1998-2001) - Mike Howe: voz (1988-1996, 2015-2021) - Ronny Munroe: voz (2003-2009, 2012-2014) - Rick Condrin: guitarra líder (1981) - Craig Wells: guitarra líder (1982-1996, 1998) - John Marshall: guitarra rítmica (1988-1996); guitarra líder (1998-2001) - Jay Reynolds: guitarra líder (2003-2008, 2012) - Steve Hott: bajo (1980) - Duke Erickson: bajo (1981-1996, 1998-1999, 2000-2001) - Rick Wagner: batería (1980) - Aaron Zimpel: batería (1980) - Tom Weber: batería (1981) - Kirk Arrington: batería (1981-1996, 1998-1999, 2000-2006) - Jeff Plate: batería (2006-2009, 2012-2017) |

## Discografía
| Álbumes de estudio - 1984: Metal Church - 1986: The Dark - 1989: Blessing in Disguise - 1991: The Human Factor - 1993: Hanging in the Balance - 1999: Masterpeace - 2004: The Weight of the World - 2006: A Light in the Dark - 2008: This Present Wasteland - 2013: Generation Nothing - 2016: XI - 2018: Damned If You Do - 2023: Congregation of Annihilation | Maquetas - 1982: Red Skies - 1983: The Hitman - 1983: Four Hymns Álbumes en vivo - 1998: Live - 1998: Live in Japan - 2017: Classic Live - 2024: The Final Sermon (Live in Japan 2019) |